# Helmer Stenros
Helmer Erik Stenroos (né le 24 juin 1929 à Pyhtää) est un architecte finlandais.

## Biographie
En 1948, Helmer Stenros passe son baccalauréat au Lycée de Kotka.
En 1955, il reçoit son diplôme d'architecte de l'École supérieure technique de Finlande.
Il fait des voyages d'études en Europe, en Amérique, en Amérique et en Asie.
En 1957, il fonde son cabinet d'architecte.
De 1959 à 1961, il enseigne à l'école supérieure technique de Finlande puis de 1969 à 1992 à l'Université technologique de Tampere.
Helmer Stenros est professeur émérite de l'Université technologique de Tampere.

## Ouvrages
ses ouvrages
- Maison des constructeurs, Helsinki 1965
- Centre de formation d'Alko, Vuosaari 1970
- Hôtel Arkipelag Maarianhamina 1973
- Parlement autonome d'Åland, Mariehamn 1978
- K-instituutti Espoo 1982
- Siège du groupe Amer, Helsinki 1986

Ouvrages conçus avec Risto-Veikko Luukkonen
- Théâtre municipal de Turku (1962)
- Théâtre municipal de Kuopio (1963)
- Bâtiment administratif du gouvernement, Turku (1967)

## Écrits
- (fi) Helmer Stenros, Suunnitteluperusteet, Université technologique de Tampere, 1973
- (fi) Helmer Stenros et al., Asumisen arvostukset. Selvitys asukkaiden mielipiteiden käyttömahdollisuuksista asunnon ja sen lähiympäristön suunnittelussa, Université technologique de Tampere, 1974 (ISBN 951-720-049-8)
- (fi) Helmer Stenros et Seppo Aura, Arkkitehtuurin muoto ja sisältö. Johdatus arkkitehtuurin muoto-opin ja ihmistiedon yleisteoriaan, Rakennuskirja, 1984 (ISBN 951-682-105-7)
- (fi) Helmer Stenros et Seppo Aura, Time, motion and architecture : Aika, liike ja arkkitehtuuri, Amer Group, 1987 (ISBN 951-99861-2-X)

## Galerie

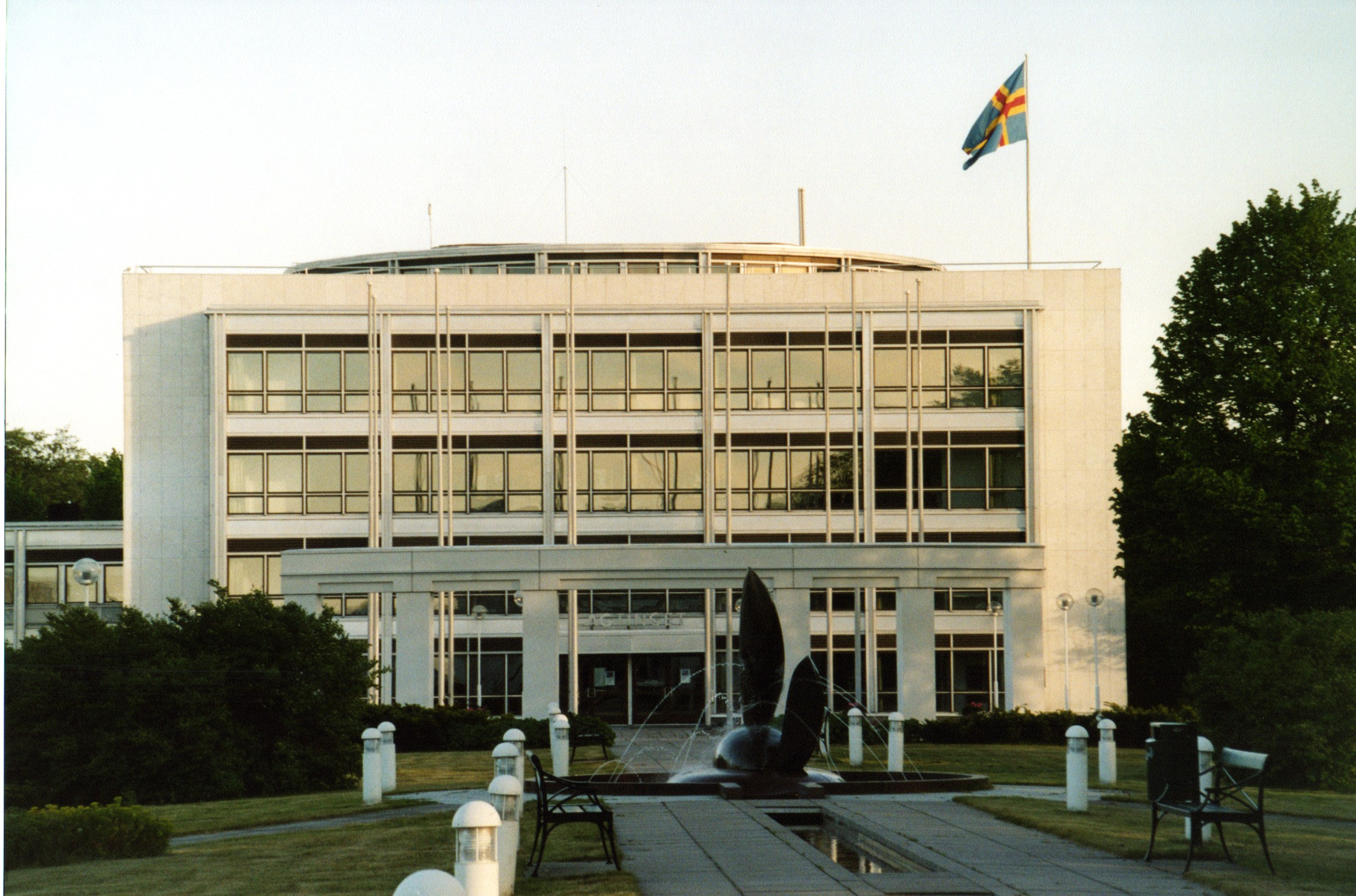
Parlement autonome d'Åland
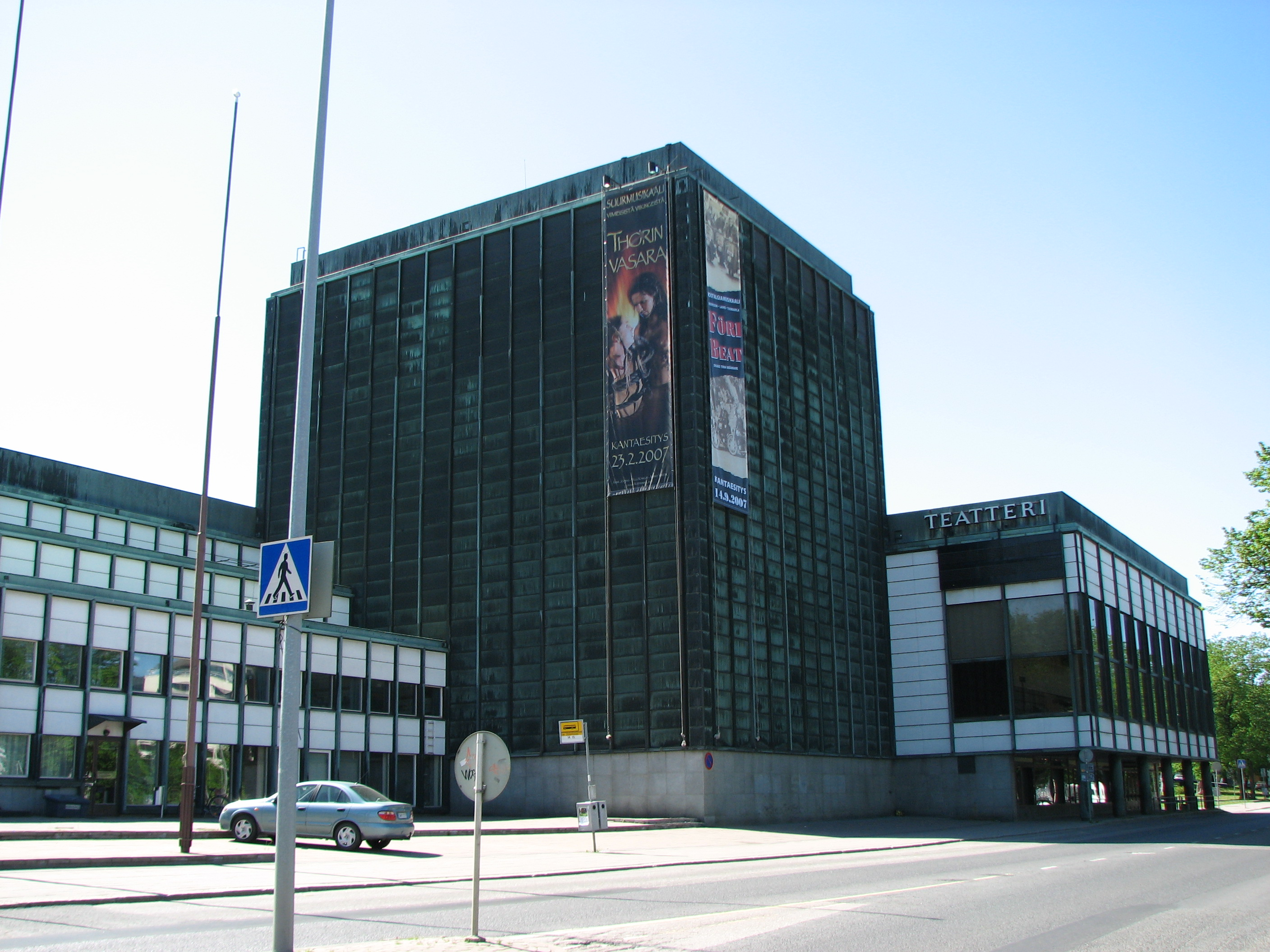
Théâtre municipal de Turku
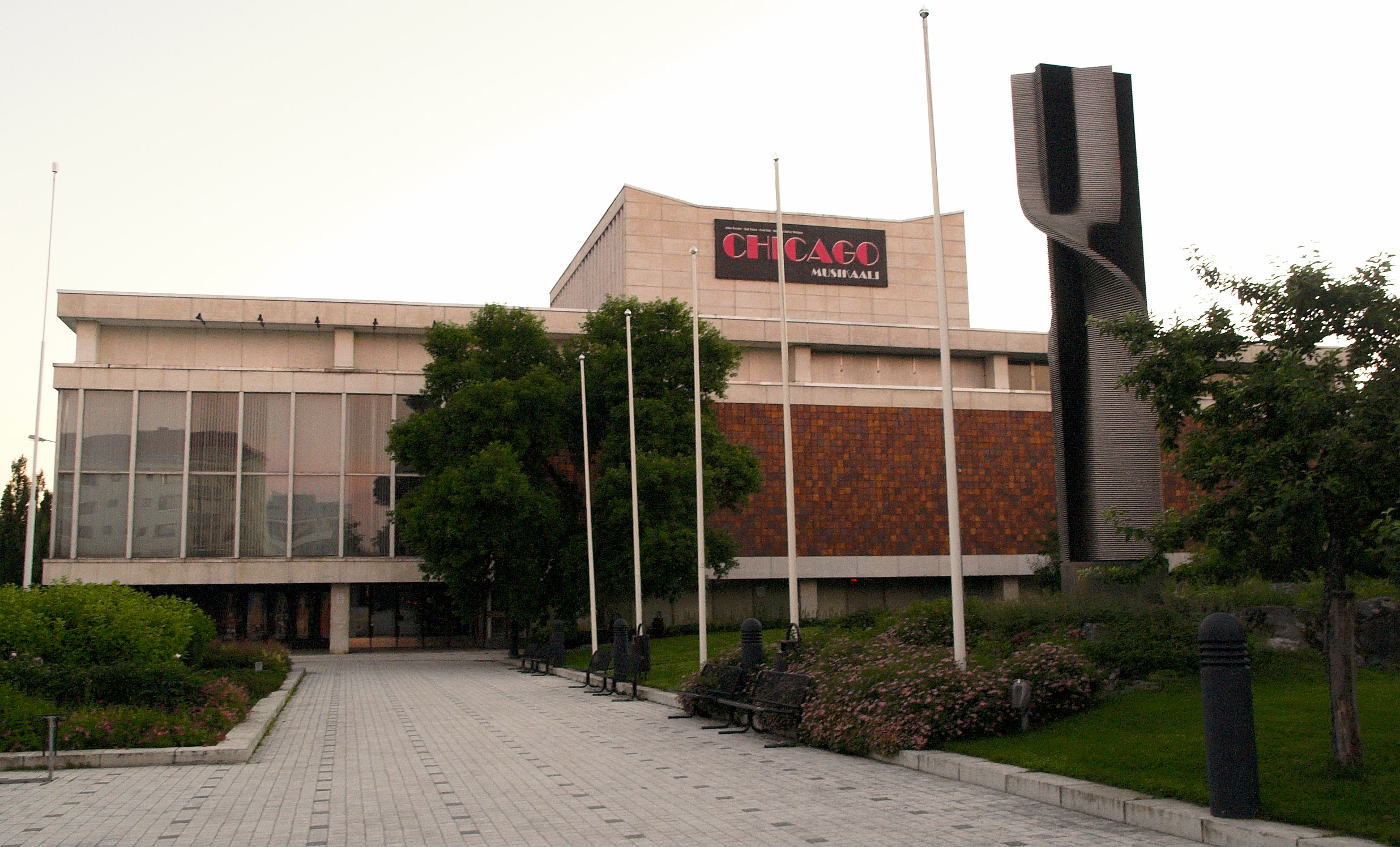
Théâtre municipal de Kuopio